# خوزه فورتس رودریگز
خوزه فورتس رودریگز (انگلیسی: José Fortes Rodríguez؛ زادهٔ ۱۳ مارس ۱۹۷۲) بازیکن فوتبال اهل اسپانیا است.
از باشگاه‌هایی که در آن بازی کرده‌است می‌توان به باشگاه فوتبال آزد آلکمار اشاره کرد.